# Hercostomus sichuanensis
Hercostomus sichuanensis är en tvåvingeart som beskrevs av Yang 1997. Hercostomus sichuanensis ingår i släktet Hercostomus och familjen styltflugor. Inga underarter finns listade i Catalogue of Life.